# Hurricane Chris
Hurricane Chris, pseudonimo di Christopher Dooley Jr. (Shreveport, 7 marzo 1989), è un rapper statunitense.

## Biografia
Originario della Louisiana, ha debuttato nel maggio 2007 col singolo A Bay Bay. Nell'agosto seguente ha pubblicato il suo primo mixtape in collaborazione con Don Cannon. Nell'ottobre 2007 ha pubblicato il suo primo album per una major: si tratta di 51/50 Ratchet (J Records/Polo Grounds Music), che ha raggiunto la posizione #24 della classifica Billboard 200.
Il suo secondo album, che non ha avuto il successo sperato, è uscito nel marzo 2009.
Nel 2010 ha pubblicato alcuni mixtape.
Nel 2014 ha pubblicato il singolo Ratchet (feat. Boosie Badazz), che anticipa il suo terzo disco Return of the Hurricane.

## Discografia
Album
- 2007 - 51/50 Ratchet
- 2009 - Unleashed